# 苏珊·格兰杰
苏珊·格兰杰（英語：Susanne Grainger，1990年12月30日—），加拿大女子赛艇运动员。她曾代表加拿大参加2016年和2020年夏季奥林匹克运动会赛艇比赛，其中2020年奥运会获得一枚金牌。